# Cryptocellus magnus
Cryptocellus magnus är en spindeldjursart som beskrevs av Ewing 1929. Cryptocellus magnus ingår i släktet Cryptocellus och familjen Ricinoididae. Inga underarter finns listade i Catalogue of Life.